# Гунт
Гунт (тадж. Ғунд або Аличур) — річка в Азії, Західний Памір, у верхній течії Алічур, права притока Пянджу. Протікає Таджикистаном і Горним Бадахшаном. Довжина 296 км, сточище 13,7 тисяч км²;, середня витрата води 106 м³/с;. Джерело оз. Яшилькуль розташоване на краю високогірного плато на висоті 3 720 м. Біля міста Хорог впадає в річку Пяндж. В нижній течії дві ГЕС.
Сплавна річка, категорія складності 6+. Основні пороги: Чартимський завал, Вірський каскад, пор. Девятково, пор. Дем'яновський, пор. Сюрприз, пор. Чортовий міст. пор. П'єдестал, пор. Безіменний, пор. Вільний вітер, пір Стоп-сигнал, Тунельний каскад.
Річковий потік є сезонним, низький взимку, але високий в липні і серпні завдяки воді від танення снігу. Його ширина змінюється з 10 до 50 метрів. Завдяки гористій місцевості, потік дуже швидкий, понад 2 м/с. Його підніжжя скелясте, і береги урвисті. Часто річище займає цілу долину, але іноді ділиться на декілька проток.